# Miss Santa Cruz 2016
La 37.º edición del certamen Miss Santa Cruz, correspondiente al año 2016 se celebrara el día 2 de abril organizado por la Agencia Promociones Gloria en el Salón Sirionó de la FexPo, Santa Cruz de la Sierra, aparte de la corona Miss Santa Cruz se entregara los títulos de Srta Santa Cruz, Miss Litoral y Srta Litoral. Las Concursantes de todo el Departamento de Santa Cruz pasaron por un proceso de preselección "Casting ", y la competieran por el más importante título de belleza del Santa Cruz. Al finalizar la velada, la Srta Santa Cruz 2015, Claudia Camacho, Miss Litoral 2015, Sharon Valverde y Srta Litoral 2015 Joyce Prado, entregaran sus corona a sus sucesoras, las 4 ganadoras representaran a Santa Cruz y al Litoral en el Miss Bolivia 2016.

## Resultados Finales
Noche final del evento del Miss Santa Cruz 2016 será el 2 de abril
Tenía que haber una finalista por votación del público vía Facebook, pero Promociones Gloria quitó la votación por razones que las candidatas estaban haciendo campaña y actuando de manera no requerida por la agencia. 
| Resultados Final     | Representacion                         | Delegada                               |
| Miss Santa Cruz 2016 | - Curumechaca                          | - Antonella Fabiana Moscatelli Saucedo |
| Srta Santa Cruz 2016 | - Federación de Fraternidades Cruceñas | - Yesenia Barrientos Castro            |
| Miss Litoral 2016    | - Grupo Voluntario Niño Feliz          | - Ana Karen "Anita" Gamon Kattàn       |
| Srta Litoral 2016    | - Club de Leones Patujú                | - Kendra Yáñez Dantas                  |
| 1.º Finalista        | - Miss Warnes                          | - María Alejandra Molina Rivero        |
| 2.º Finalista        | - ACSABE                               | - Nilsa Barrientos Cardona             |
| 3.º Finalista        | - Club de Leones Hamacas               | - Escarlen Dayana Romero Rojas         |
| 4.º Finalista        | - Puerto Suárez                        | - Rubiane Abdalla Colombo              |

Datos necesarios:
- Antonella Moscatelli (Miss Santa Cruz), ganó la máxima corona del Miss Bolivia Universo 2016
- Yesenia Barrientos (Srta Santa Cruz), ganó la corona del Miss Bolivia Supranacional 2016 (Cuarto Lugar)
- Anita Gamon (Miss Litoral), participò en el Miss Bolivia 2016, no clasificó a finalistas, pero ganó los títulos Miss Amistad y Mejor Mirada Codes
- Kendra Yàñez (Srta Litoral), participò en el Miss Bolivia 2016, no clasificó a finalistas.

## Representaciones Internacionales
- Miss Santa Cruz, Antonella Moscatelli, representó a Bolivia en la 65 edición del Miss Universo realizado el 29 de enero en Manila, Filipinas.
- Srta Santa Cruz, Yesenia Barrientos, representó a Bolivia en la Octava edición del Miss Supranacional 2016 realizado EL 16 de diciembre en Krynica-Zdrój, Polonia y participó en Uruguay en el Miss Atlántico Internacional 2017 y resultó la máxima ganadora del evento, así trayendo la primera corona para Bolivia.
- Rubiane Abdalla (4 finalista), representó a Bolivia en el concurso Miss Model of the World 2016 en China, en el cual entró al Top 30 de las finalistas y ganó el título de Mejor Traje Nacional.

## Jurado Calificador
Este sábado 2 de abril a partir de las 21:00 el jurado calificador en el salón Sirionó de la Fexpo se elegirá a Miss Santa Cruz 2016
- Patricia Asbun, Reina del Carnaval Cruceño 1978, finalista en Ecuador en el certamen la Perla del Pacífico; primer Miss Santa Cruz 1979 y Miss Bolivia Mundo 1979 electa bajo la organización de Promociones Gloria el año 1979, es licenciada en finanzas y mercadeo internacional, Actualmente empresaria y Broker de Bienes Raíces en Miami.
- Lolita Espinoza, Miss Litoral 1986 es graduada en perito en banca y diseño gráfico en Tucumán Argentina.
- Gretel Stehli, Miss Santa Cruz 2005 y Miss Bolivia Internacional 2005; Nos representó en Japón y Taiwán y obtuvo el título de Ganadora del Miss Internet de las América. Actualmente administra su propia empresa de cáterin.
- Reyes Antelo, Gerente Propietario del Club Atlético Reyes, club encargado de la preparación física de nuestras reinas desde hacen 16 años.
- Maria Selva antelo, como Sra. Bolivia, Representó al país el año 2006 en el certamen Sra. Naciones Unidas, saliendo como primera finalista. Es destacada arquitecta, se desempeña como Gerente de la empresa constructora Antelo SRL; fue 2.ª vicepresidente del comité cívico femenino gestión 2014-2016 y es una activa colaboradora de las obras de la Iglesia católica habiendo ocupado la vicepresidencia del consejo de laicos.
- Selva Landívar, Miss Santa Cruz 1991 y Miss Bolivia Universo 1991 nos representó en Miss Universo 1991 en Las Vegas.
- Luis Burgos, destacado cirujano plástico de nuestro país, desde hacen más de 15 años es el cirujano plástico oficial de nuestras reinas.
- Dr. Abel Montaño. Veedor en calidad de asesor de la empresa Promociones Gloria para efecto de la realización de procedimientos legales y actuación del jurado de cuya actuación dará fe pública la notaria del concurso.
- Dra. Regina Tuero. Notaria de Fe Pública en Santa Cruz.[7]

## Títulos Previos
- Miss Deporte Patra ese título se entregó en la comunidad Colpa Bélgica
- Solo cinco de 17 aspirantes a la corona cruceña se ciñeron con bandas. Las jovencitas lucieron más seguras que nunca porque este evento era su última chance para destacar antes de la gala final del 2 de abril.[8]

| Títulos                 | Representación                         | Candidata                              |
| Miss Deporte Patra      | - Srta Montero                         | - Sandra Melgar Pizarro                |
| Mejor Cabellera Sedal   | - Miss Montero                         | - Paula María Méndez Paz               |
| Miss Elegancia Rosamar  | - Federación de Fraternidades Cruceñas | - Yesenia Barrientos Castro            |
| Miss Silueta Paceña     | - Miss Warnes                          | - María Alejandra Molina Rivero        |
| Mejor Sonrisa Orest     | - Club de Leones Hamacas               | - Escarlen Dayana Romero Rojas         |
| Chica Amazonas          | - Curumechaca                          | - Antonella Fabiana Moscatelli Saucedo |
| Miss Amistad y Simpatía | - Vallegrande                          | - Nayely Menacho Romero                |

## Candidatas
- 17 candidatas fueron confirmadas a competir por la corona del Miss Santa Cruz 2016[10]

(En la tabla se utiliza su nombre completo, los sobrenombres van entrecomillados y los apellidos utilizados como nombre artístico, entre paréntesis; fuera de ella se utilizan sus nombres «artísticos» o simplificados)
| Representación                       | Nombre                               | Edad    | Estatura    | Diseñador/a         |
| Municipio El Torno                   | Irenia Rivero Montaño                | 20 años | 1,68 metros | Daniel Agreda       |
| Villa Primero de Mayo                | Nathalia Vaca Guzmán                 | 19 años | 1,68 metros | Rosamar             |
| Vallegrande                          | Nayely Menacho Romero                | 19 años | 1,69 metros | Fiorillo y Fiorillo |
| Federación de Fraternidades Cruceñas | Yesenia Barrientos Castro            | 21 años | 1,68 metros | Ernesto Barahona    |
| Club de Leones Hamacas               | Escarlen Dayana Romero Rojas         | 22 años | 1,70 metros | Fiorillo y Fiorillo |
| La Guardia                           | Evelin Salas Cruz                    | 20 años | 1,71 metros | Armando Baldias     |
| ACSABE                               | Nilsa Barrientos Cardona             | 26 años | 1,71 metros | Rosamar             |
| Miss Warnes                          | María Alejandra Molina Rivero        | 20 años | 1,71 metros | Eduardo Rivera      |
| Grupo Voluntario Niño Feliz          | Ana Karen "Anita" Gamon Kattàn       | 18 años | 1,72 metros | Eduardo Rivera      |
| Srta Montero                         | Sandra Melgar Pizarro                | 20 años | 1,75 metros | Eduardo Rivera      |
| Comarapa                             | Laura Flores Ríos                    | 17 años | 1,74 metros | Ernesto Barahona    |
| Agrupación Arminda Soria             | Niyeli Ayala Angulo                  | 21 años | 1,75 metros | Ernesto Barahona    |
| Curumechaca                          | Antonella Fabiana Moscatelli Saucedo | 20 años | 1,75 metros | Kenny Gutièrrez     |
| Miss Montero                         | Paula María Méndez Paz               | 25 años | 1,76 metros | Kenny Gutièrrez     |
| Club de Leones Patujú                | Kendra Yáñez Dantas                  | 19 años | 1,78 metros | Jonny Roda          |
| Puerto Suárez                        | Rubiane Abdalla Colombo              | 18 años | 1,78 metros | Ernesto Barahona    |
| Miss Pampa de la Isla                | Ana Patricia Lanza Moròn             | 17 años | 1,80 metros | Aidita Cuellar      |

## Datos acerca de las Candidatas
- Dayana Romero - ganó los títulos de Miss Estudiantil Bolivia 2011, Miss Pacific World 2012 (ganó El Rostro Mas Bello, Segundo Lugar en Mejor Traje Típico, Finalista de Mejor Silueta) que se realizó en,[27] es Miss Warnes 2012 (previos Mejor Rostro y Miss Talento),[28] representó a Bolivia en certamen internacional realizado en Lima, ganando el título de Miss Atayhua Fashion 2013(obtuvo también títulos previos a la final como Mejor Silueta y Mejor Traje Típico).[29] Fue World Miss University Bolivia 2015 y es Miss Ámbar Bolivia 2015 y representó a Bolivia en el Miss Ámbar Mundial 2015 donde se ubicó en el Top 3 de las finalistas, y es Reina del Carnaval de Warnes 2017.
- Nathalia Vaca - fue Srta Villa Primero de mayo de 2015, es Miss Plurinacional Santa Cruz 2015, actual Miss Bolivia Plurinacional 2015-2016 y Reina del Carnaval 1.º de mayo de 2016.
- Yesenia Barrientos - es Reina de la Tradición Cruceña 2015
- Patricia Lanza - es Miss Pampa de la Isla 2015 y Reina del Carnaval de las 3 Ciudadela 2016
- Alejandra Molina - es Miss Warnes 2015 y Reina del Carnaval de Warnes 2016, Reina de Warnes 2016 y Reina Nacional de la Leche 2016.
- Irenia Rivero - fue Reina del El Torno
- Niyeli Ayala - participó en elección Reina de la Tradición Cruceña 2015, sin lograr clasificación.

## Desarrollo del Concurso
Miss Deporte Patra
| Finalistas         | Representacion              | Candidata                      |
| Miss Deporte Patra | Srta Montero                | Sandra Melgar Pizarro          |
| Top 3 Finalistas   | Grupo Voluntario Niño Feliz | Ana Karen "Anita" Gamon Kattàn |
| Top 3 Finalistas   | Curumechaca                 | Antonella Moscatelli Saucedo   |

Mejor Sonrisa Orest
| Finalistas          | Representacion                       | Candidata                            |
| Mejor Sonrisa Orest | Club de Leones Hamacas               | Escarlen Dayana Romero Rojas         |
| Top 3 Finalistas    | Federación de Fraternidades Cruceñas | Yesenia Barrientos Castro            |
| Top 3 Finalistas    | Curumechaca                          | Antonella Fabiana Moscatelli Saucedo |

Miss Elegancia Rosamar 2016
| Finalistas             | Representación                       | Candidata                            |
| Miss Elegancia Rosamar | Federación de Fraternidades Cruceñas | Yesenia Barrientos Castro            |
| Top 5 Finalistas       | Club de Leones Hamacas               | Escarlen Dayana Romero Rojas         |
| Top 5 Finalistas       | Grupo Voluntario Niño Feliz          | Ana Karen "Anita" Gamon Kattàn       |
| Top 5 Finalistas       | Curumechaca                          | Antonella Fabiana Moscatelli Saucedo |
| Top 5 Finalistas       | Agrupación Arminda Soria             | Niyeli Ayala Angulo                  |

Miss Silueta Paceña 2016
| Finalistas          | Representación              | Candidata                      |
| Miss Silueta Paceña | Miss Warnes                 | Maria Alejandra Molina Rivero  |
| Top 3 Finalistas    | Club de Leones Hamacas      | Escarlen Dayana Romero Rojas   |
| Top 3 Finalistas    | Grupo Voluntario Niño Feliz | Ana Karen "Anita" Gamon Kattàn |